# Osmoy (Yvelines)
Osmoy és un municipi francès, situat al departament d'Yvelines i a la regió de Illa de França. L'any 2007 tenia 399 habitants.
Forma part del cantó de Bonnières-sur-Seine, del districte de Mantes-la-Jolie i de la Comunitat de comunes del Pays Houdanais.

## Demografia

### Població
El 2007 la població de fet d'Osmoy era de 399 persones. Hi havia 135 famílies, de les quals 24 eren unipersonals (16 homes vivint sols i 8 dones vivint soles), 45 parelles sense fills i 66 parelles amb fills.
La població ha evolucionat segons el següent gràfic:
Habitants censats

### Habitatges
El 2007 hi havia 164 habitatges, 146 eren l'habitatge principal de la família, 14 eren segones residències i 3 estaven desocupats. 162 eren cases i 2 eren apartaments. Dels 146 habitatges principals, 133 estaven ocupats pels seus propietaris, 7 estaven llogats i ocupats pels llogaters i 6 estaven cedits a títol gratuït; 1 tenia una cambra, 5 en tenien dues, 11 en tenien tres, 22 en tenien quatre i 107 en tenien cinc o més. 132 habitatges disposaven pel capbaix d'una plaça de pàrquing. A 44 habitatges hi havia un automòbil i a 101 n'hi havia dos o més.

### Piràmide de població
La piràmide de població per edats i sexe el 2009 era:
| Homes | Edats   | Dones |
| ----- | ------- | ----- |
| 0     | 95 o +  | 0     |
| 0     | 90 a 94 | 0     |
| 0     | 85 a 89 | 0     |
| 0     | 80 a 84 | 0     |
| 0     | 75 a 79 | 8     |
| 4     | 70 a 74 | 4     |
| 8     | 65 a 69 | 4     |
| 0     | 60 a 64 | 4     |
| 8     | 55 a 59 | 8     |
| 20    | 50 a 54 | 8     |
| 12    | 45 a 49 | 20    |
| 12    | 40 a 44 | 16    |
| 4     | 35 a 39 | 8     |
| 16    | 30 a 34 | 12    |
| 16    | 25 a 29 | 12    |
| 16    | 20 a 24 | 8     |
| 24    | 15 a 19 | 16    |
| 12    | 10 a 14 | 8     |
| 4     | 5 a 9   | 4     |
| 4     | 0 a 4   | 20    |

## Economia
El 2007 la població en edat de treballar era de 267 persones, 208 eren actives i 59 eren inactives. De les 208 persones actives 195 estaven ocupades (108 homes i 87 dones) i 13 estaven aturades (7 homes i 6 dones). De les 59 persones inactives 21 estaven jubilades, 20 estaven estudiant i 18 estaven classificades com a «altres inactius».

### Ingressos
El 2009 a Osmoy hi havia 140 unitats fiscals que integraven 393 persones, la mediana anual d'ingressos fiscals per persona era de 26.443 €.

### Activitats econòmiques
Dels 21 establiments que hi havia el 2007, 1 era d'una empresa de fabricació d'altres productes industrials, 4 d'empreses de construcció, 3 d'empreses de comerç i reparació d'automòbils, 1 d'una empresa d'hostatgeria i restauració, 2 d'empreses d'informació i comunicació, 8 d'empreses de serveis i 2 d'entitats de l'administració pública.
Dels 4 establiments de servei als particulars que hi havia el 2009, 2 eren lampisteries i 2 electricistes.
L'any 2000 a Osmoy hi havia 6 explotacions agrícoles.

## Equipaments sanitaris i escolars
El 2009 hi havia una escola elemental integrada dins d'un grup escolar amb les comunes properes formant una escola dispersa.

## Poblacions més properes
El següent diagrama mostra les poblacions més properes.